# Asahifuji Seiya
Asahifuji Seiya (jap. 旭富士 正也; * 6. Juli 1960 in Tsugaru, Präfektur Aomori als Suginomori Seiya (杉野森 正也)) ist ein ehemaliger japanischer Sumōringer. Er war der 63. Yokozuna und ist heute als Trainer tätig.
Asahifuji begann seine Ringerlaufbahn vergleichsweise spät. Nach dem Abbruch eines Studiums hatte er erst 1981 seinen ersten offiziellen Kampf. Im März 1982 erreichte er die  Jūryō-Division und genau ein Jahr später die Makuuchi und damit die höchste Klasse. Hier kämpfte er zunächst mit wechselhaftem Erfolg. Ab 1987 stabilisierte sich seine Leistung, so dass Asahifuji schließlich zum Ōzeki aufstieg. Es folgte ein Turniersieg im Januar 1988 und eine Reihe guter bis exzellenter Ergebnisse, die dennoch den Sumōverband nicht dazu bewegen konnten, die Beförderung zum Yokozuna auszusprechen. Die Erfahrung mit dem erfolglosen Yokozuna Futahaguro, den man überstürzt in diesen Rang erhoben hatte, spielte hier sicher eine Rolle. Erst 1990 wurde Asahifuji im Alter von fast 31 Jahren nach zwei weiteren Turniersiegen endlich zum Yokozuna erhoben. In seiner kurzen Amtszeit konnte er nur einen weiteren Turniersieg erreichen.   Im Januar 1992 erklärte er seinen Rücktritt aus dem aktiven Sport, nachdem seine Leistung zuletzt ziemlich abgenommen hatte.
Nach seinem Rücktritt wurde er Ajigawa Oyakata und Leiter des gleichnamigen Stalls. Am 30. November 2007 übernahm er den Isegahama-Anteil im Sumoverband und benannte sein Heya entsprechend um. Seine bekanntesten Zöglinge sind Aminishiki, der den Ajigawa-Anteil erhielt, und Yokozuna Harumafuji.